# Propstei Sinning
Die Propstei Sinning war ein Verwaltungsbereich des Klosters Seeon mit Sitz in Sinning, einem Ortsteil der Gemeinde Rohrdorf im heutigen oberbayerischen Landkreis Rosenheim.
Sitz der Propstei war das Haus des Propstes in Sinning. Die abgabepflichtigen Grundholden befanden sich fast vollständig im Landgericht Rosenheim, im Pfleggericht Kling und in der Herrschaft Hohenaschau.